# プーラン族

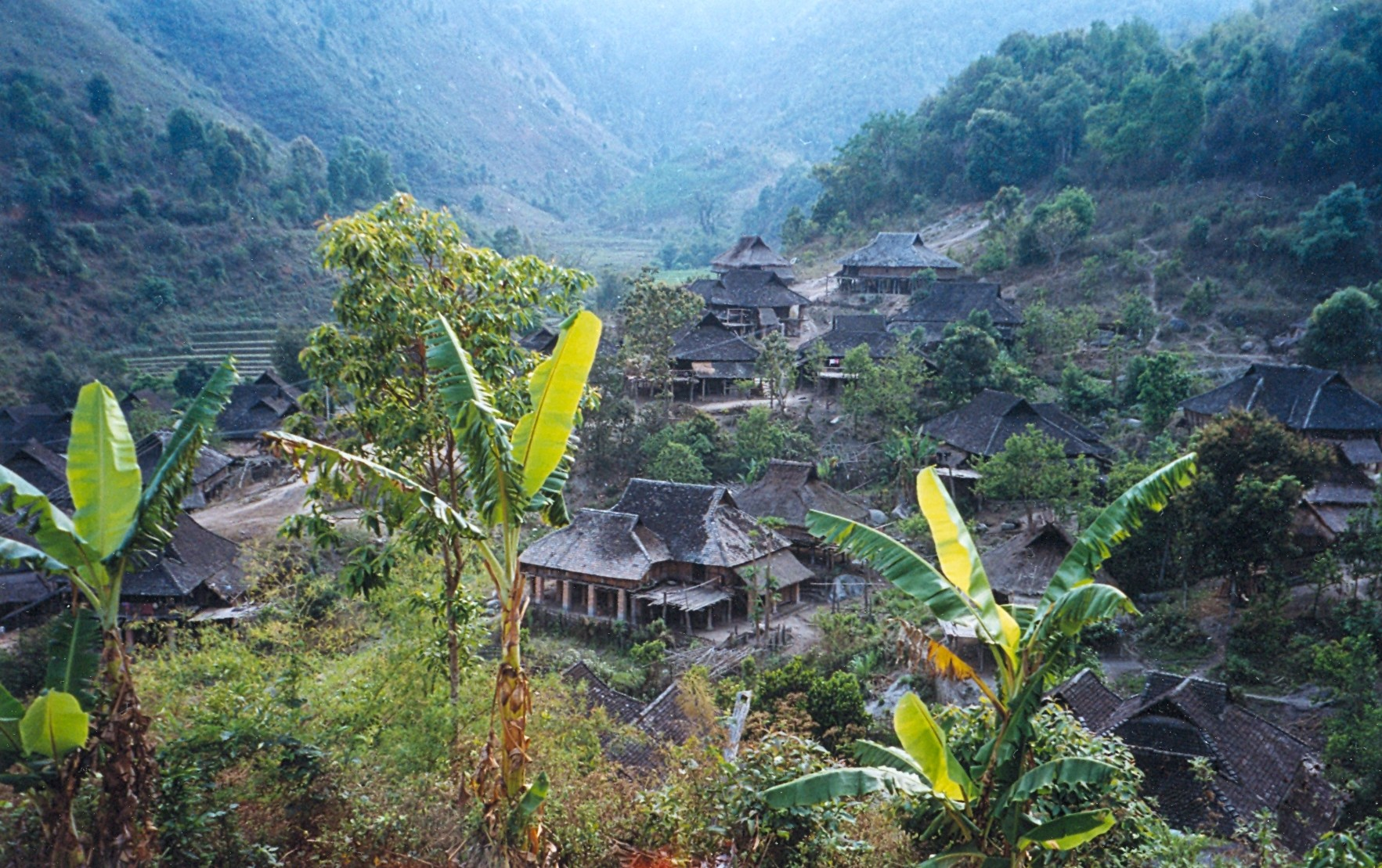
プーラン族の村

プーラン族（中国語:布朗族）は中華人民共和国雲南省に住む少数民族。人口は約9.2万人（2000年）。

## 概要
居住地は穏やかな気候と豊富な降水量に恵まれ、11月の乾季にプーアル茶を栽培している。森林には原生林やサクラ、アブラギリ、クルミのほか、高品質の木、薬草もある。家は木と竹で造られ、床や家具は竹で造られる。

## 中国の自治地方

### 自治県
- 雲南省
  - 双江ラフ族ワ族プーラン族タイ族自治県

### 民族郷
- 施甸県
  - 擺榔イ族プーラン族郷
  - 木老元プーラン族イ族郷
- 雲県
  - 忙懐イ族プーラン族郷
- 耿馬タイ族ワ族自治県
  - 芒洪ラフ族プーラン族郷
- 勐海県
  - 布朗山プーラン族郷
  - 西定ハニ族プーラン族郷

## 生活様式
主食のトウモロコシ、小麦、大豆の穀物のほか、茶や米や肉、エビや魚、定期的に昆虫も捕食する。漬物や蒸し料理も食べる。
禁忌とする習慣として、他人を足で越えてはいけない、寺では靴を脱がなければならない、妊娠中の女性が結婚式、葬儀、祭りに参加してはならないなどがある。